# Milano-Sanremo 1972
La Milano-Sanremo 1972, sessantatreesima edizione della corsa, fu disputata il 18 marzo 1972, su un percorso di 288 km. Partirono in 178 e arrivarono a Sanremo in 90, dopo una spaventosa caduta che, a Voghera costrinse al ritiro una quarantina di concorrenti. 

Fu vinta dal belga Eddy Merckx, alla sua quinta vittoria, giunto al traguardo con il tempo di 6h33'32" alla media di 43,910 km/h, precedendo gli italiani Gianni Motta e Marino Basso.

## Ordine d'arrivo (Top 10)
| Pos. | Corridore        | Squadra     | Tempo    |
| ---- | ---------------- | ----------- | -------- |
| 1    | Eddy Merckx      | Molteni     | 6h33'32" |
| 2    | Gianni Motta     | Ferretti    | a 9"     |
| 3    | Marino Basso     | Salvarani   | s.t.     |
| 4    | Frans Verbeeck   | Watney-Avia | s.t.     |
| 5    | Rolf Wolfshohl   | Rokado      | s.t.     |
| 6    | Michele Dancelli | Scic        | s.t.     |
| 7    | Domingo Perurena | KAS-Kaskol  | s.t.     |
| 8    | André Dierickx   | Beaulieu    | s.t.     |
| 9    | Gösta Pettersson | Ferretti    | s.t.     |
| 10   | Tomas Pettersson | Ferretti    | s.t.     |